# Parafia Niepokalanego Serca Najświętszej Maryi Panny w Soblówce
Parafia Niepokalanego Serca Najświętszej Maryi Panny w Soblówce – parafia rzymskokatolicka znajdująca się w Soblówce. Należy do dekanatu Milówka diecezji bielsko-żywieckiej.
Do 1990 miejscowość należała do parafii w Ujsołach. W 1948 zawiązał się komitet budowy kaplicy w Soblówce. Zaprojektował ją proboszcz parafii w Ujsołach, ks. Józef Półka. Wybudowano ją w latach 1949-1950 a poświęcono 8 listopada 1952.
Samodzielną parafię erygowano 15 sierpnia 1990, a jej pierwszym proboszczem został ks. Jan Stanisław Króżel E.C., pracujący tu jako administrator od 1984.